# Ozero Beloje (sjö i Belarus, Vitsebsks voblast, lat 55,17, long 29,88)
Ozero Beloje (ryska: Озеро Белое) är en sjö i Belarus.   Den ligger i voblasten Vitsebsks voblast, i den nordöstra delen av landet, 200 km nordost om huvudstaden Minsk. Ozero Beloje ligger 138 meter över havet. Arean är 0,44 kvadratkilometer. Den sträcker sig 1,5 kilometer i nord-sydlig riktning, och 0,7 kilometer i öst-västlig riktning.
I omgivningarna runt Ozero Beloje växer i huvudsak blandskog. Runt Ozero Beloje är det ganska tätbefolkat, med 75 invånare per kvadratkilometer.